# Edaphoallogromia australica
Edaphoallogromia australica ist eine einzellige Foraminiferen-Art und der einzige Vertreter ihrer Gattung aus der Familie der Allogromiidae. Die 2001 erstbeschriebene Art ist eine der sehr wenigen Arten der Foraminiferen, die nicht im Wasser leben, sondern im Erdboden.

## Merkmale
Die Tiere besitzen eine häutige und biegsame, nicht feste Außenhaut. Sie sind eiförmig bis rundlich geformt und haben einen Durchmesser von 70 bis 150 (selten 48 bis 230) Mikrometer. Die nur schlecht erkennbare Apertur liegt in einer Vertiefung der Außenhaut, meist in ihrer Nähe liegen ein bis vier kontraktile Vakuolen. Die Zellen weisen rund dreißig 5 bis 6,8 Mikrometer große Zellkerne auf, unter deren Membran sich Chromatin sammelt. Das Zytoplasma ist körnig und enthält zahlreiche Nahrungsvakuolen. Die Scheinfüßchen treten aus einem extrem verkürzten Stumpf hervor, ihr Geflecht kann einen Durchmesser von bis zu 500 Mikrometer aufweisen, das Innere weist eine sogenannte „entosolenische Röhre“ („entosolenian tube“) auf, eine kurze Röhre, welche die Apertur nach innen fortsetzt.
Die zwischen 55 und 120 Mikrometern messenden Zysten weisen eine 2 bis 3,5 Mikrometer dicke, bräunliche, im Alter weiter nachdunkelnde Zellwand auf, das Plasma enthält 2 bis 2,5 Mikrometer große Körnchen und lichtbrechende Kristalle. Die Existenz solcher Zysten ist ungewöhnlich, da sie auf schwankende Feuchtigkeitsverhältnisse hinweist, die sonst in den Habitaten der Ordnung fehlen.

## Lebensweise
Die Tiere wurden im Norden von Queensland im Humus eines Eukalyptuswaldes nahe den Millstream Falls gesammelt.
Der Lebenszyklus ist nicht vollständig bekannt. Gelegentlich konnten hantelförmige Zellen beobachtet werden, von deren gegenüberliegenden Enden Scheinfüßchen-Geflechte ausgingen, dies wird als Hinweis auf eine mögliche Zellteilung gesehen. Nachweise für sexuelle Vermehrung oder Schizogonie fehlen bisher.

## Systematik
Die Art wurde 2001 von Ralf Meisterfeld, Maria Holzmann und Jan Pawlowski erstbeschrieben. Molekulargenetische Untersuchungen konnten die Nähe der Art zur Gattung der Allogromia belegen, damit war eine Zuordnung zur Familie der Allogromiidae zweifelsfrei möglich.

## Nachweise
- Ralf Meisterfeld, Maria Holzmann, Jan Pawlowski: Morphological and Molecular Characterization of a New Terrestrial Allogromiid Species: Edaphoallogromia australica gen. et spec. nov. (Foraminifera) from Northern Queensland (Australia) In: Protist, 152:3, 2001, S. 185–192.